# Спенсер, Джордж, 2-й граф Спенсер
Джордж Спенсер, 2-й граф Спенсер (англ. George Spencer, 2nd Earl Spencer; 1 сентября 1758 — 10 ноября 1834) — британский политик-виг и библиофил. В 1806—1807 годов министр внутренних дел. В его честь названы короткий дамский жакет и залив у берегов Австралии.

## Биография
Лорд Спенсер родился в Лондоне, сын Джона Спенсера, 1-го графа Спенсера и Маргарет Джорджианы, дочери Стивена Пойнца; был крещен 16 октября 1758. Его крестным отцом был король Георг II. Учился в Хэрроу с 1770 до 1775 года, затем с 1776 до 1778 года в Тринити-Колледже, Кембридж, где получил высшее образование и степень магистра гуманитарных наук. До 1783 года носил титул виконта Элторпа и унаследовал титул графа после смерти отца в 1783 году.
Лорд Спенсер был членом Парламента от Нортгемптона с 1780 до 1782 год и от Суррея с 1782 до 1783 год. С 27 марта по 1 июля 1782 года являлся Лордом казначейства при Премьер-министре и Министре финансов маркизе Рокингэме. Вошёл в Тайный совет Великобритании в 1794 году. Занимал в правительстве Уильяма Питта Младшего должность лорда-хранителя печати в 1794 году и первого лорда Адмиралтейства с 1794 до 1801 год. С 1806 до 1807 год — министр внутренних дел в правительстве лорда Гренвиля.

### Первый лорд Адмиралтейства
В этой должности лорд Спенсер проводил политику перспективного и экспериментального строительства. Британские корабли по многим качествам уступали французским, и Спенсер поощрял проекты, сокращавшие технический разрыв. В частности, он одобрил постройку больших 74-пушечных кораблей, 18-фунтовых фрегатов и эксперименты Роберта Фултона. Эта политика была дальновидна, но не отвечала экономии, к которой Британию принуждали стесненные войной финансы. Его преемник Сент-Винсент эту политику отменил.
Второй отличительной чертой была политика дальней блокады, которую ввел до него лорд Хау. Согласно ей, основные силы флота находились в базах, а непосредственно у блокируемых портов несли дозор легкие корабли: фрегаты и шлюпы. Они должны были уведомлять флот о попытках прорыва, после чего флот выходил и отправлялся в погоню. При этом сохранялись силы и меньше изнашивались корабли, но критики справедливо указывали, что надежность блокады невелика. История показала, что и альтернатива — ближняя блокада — не обеспечивала полной надежности. Спор о преимуществах той и другой остался нерешенным.

## Семья
Лорд Спенсер женился в 1781 году на леди Лавинии Бингэм (1762—1831), дочери Чарльза Бингэма, 1-го графа Лукана. Супруги имели в браке девять детей:
- Джон Чарльз Спенсер, 3-й граф Спенсер (1782—1845);
- Леди Сара Спенсер[англ.] (1787—1870), муж — Уильям Литтлтон, 3-й барон Литтлтон (1782—1837);
- Достопочтенный Ричард Спенсер (1789—1791), умер в младенчестве;
- Капитан достопочтенный сэр Роберт Кавендиш Спенсер (1791—1830), умер холостым в море;
- Достопочтенный Уильям Спенсер (род. и ум. 1792), умер в младенчестве;
- Леди Гарриет Спенсер (род. и ум. 1793), умерла в младенчестве;
- Леди Джорджиана Шарлотта Спенсер (1794—1823), вышла замуж за Лорда Джорджа Куина, сын Томаса Тейлора, 1-го маркиза Хедфорта;
- Вице-адмирал Фредерик Спенсер, 4-й граф Спенсер (1798—1857);
- Его высокопреподобие достопочтенный Джордж Спенсер, позже известен как отец Игнатиус Спенсер[англ.] (1799—1864).

Лорд Спенсер был известен как денди, который ввёл моду на фраки короткого покроя, и как заядлый коллекционер редких книг. Ему принадлежало крупнейшее в мире собрание изданий дома Альда. В дни распродажи инкунабул герцога Роксбурга (май-июль 1812 год) он устраивал торжественные обеды, положившие начало Роксбургскому клубу библиофилов. В 1892 году его наследники продали библиотеку лорда основателям манчестерской библиотеки Райлендса.